# Beluga Point
Beluga Point (49ANC-054) es un lugar de valor arqueológico situado a orillas del brazo Turnagain junto a la Carretera de Seward, en la milla 110 de la carretera de Seward, al sur de Anchorage, Alaska, Estados Unidos. El sitio está listado en el Registro Nacional de Lugares Históricos desde el 30 de marzo de 1978.
Los restos encontrados en el área evidencian antiguos asentamientos humanos. Los restos encontrados en Beluga Norte  1 (BPN1) tienen una antigüedad de entre 8.000 – 10.000 años, lo que les convierte en la prueba de asentamiento más antiguo en el área de Anchorage. Otros restos encontrados en Beluga Sur 1 y 2 (BPS1 y BPS2) se estima que tienen entre 3.500 y 4.000 años, mientras algunos más recientes datan de entre 600 y 800 años.
Beluga Point es también una popular zona de avistamiento de fauna y flora bajo la jurisdicción del Departamento de Alaska de Peces y Juego. Ballenas Beluga se puede observar entre los meses de julio y agosto dado que en esas fechas son muchos los cetáceos que se adentran en el grao Cook para alimentarse de salmón pacífico.

## Galería de imágenes

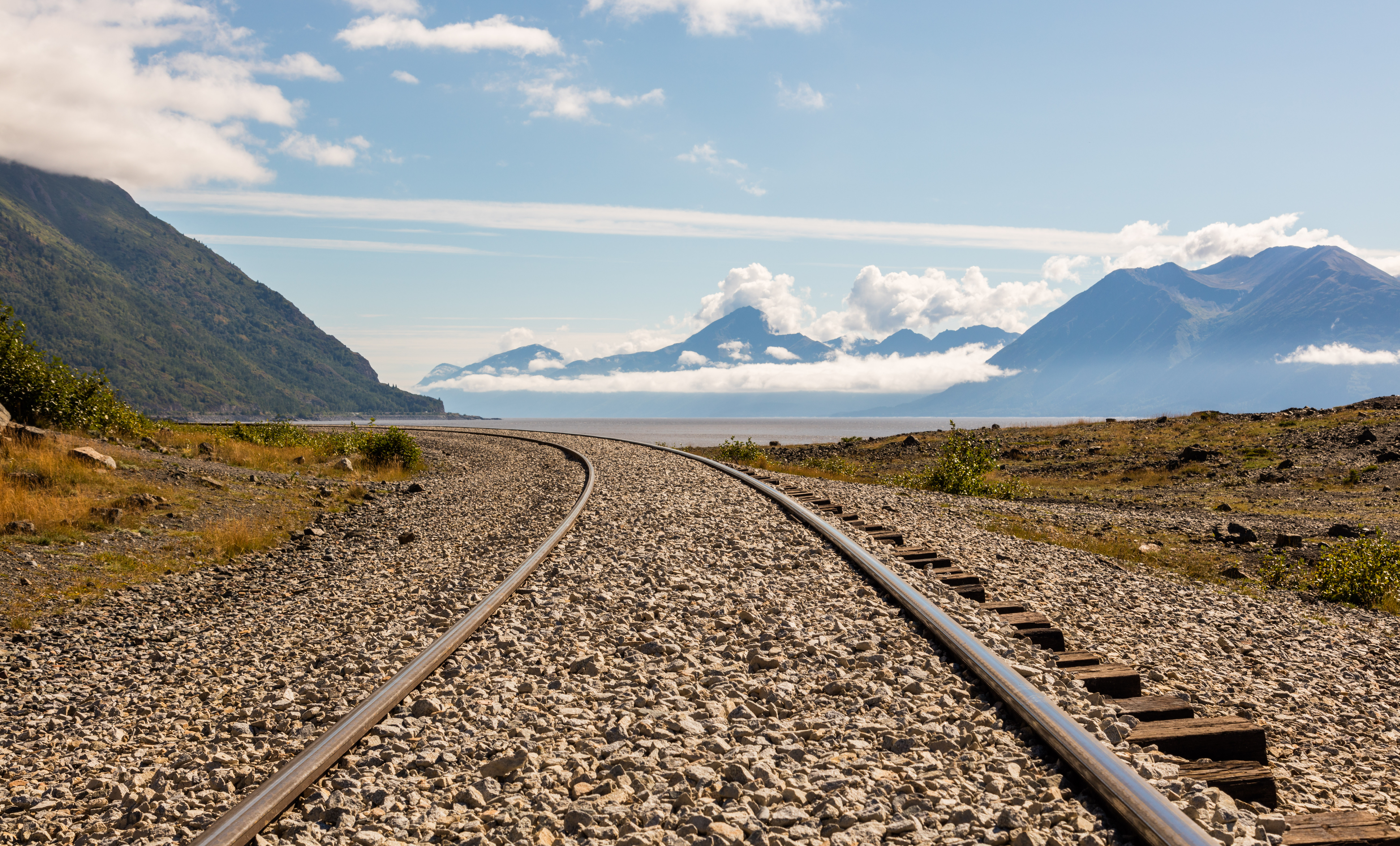
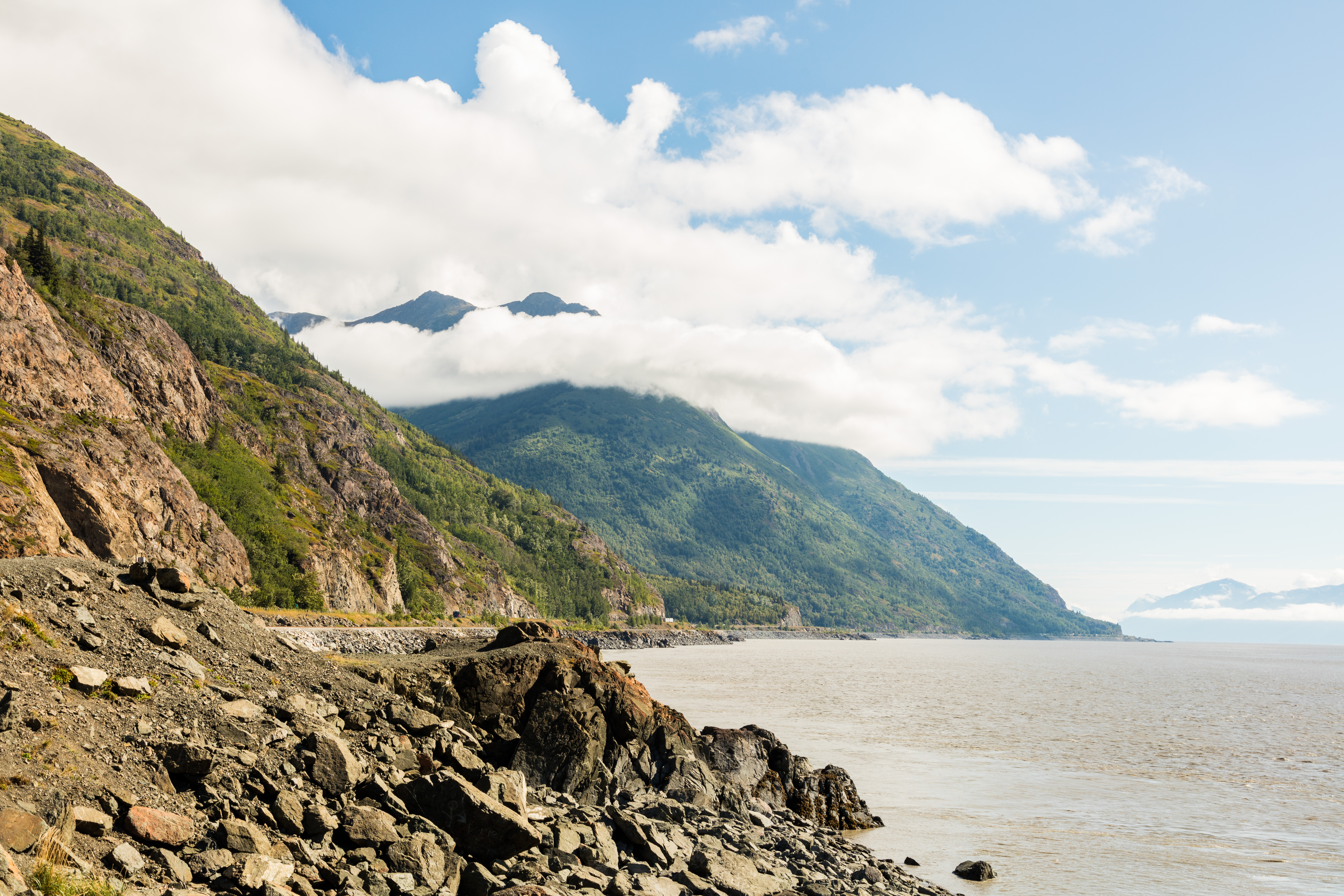
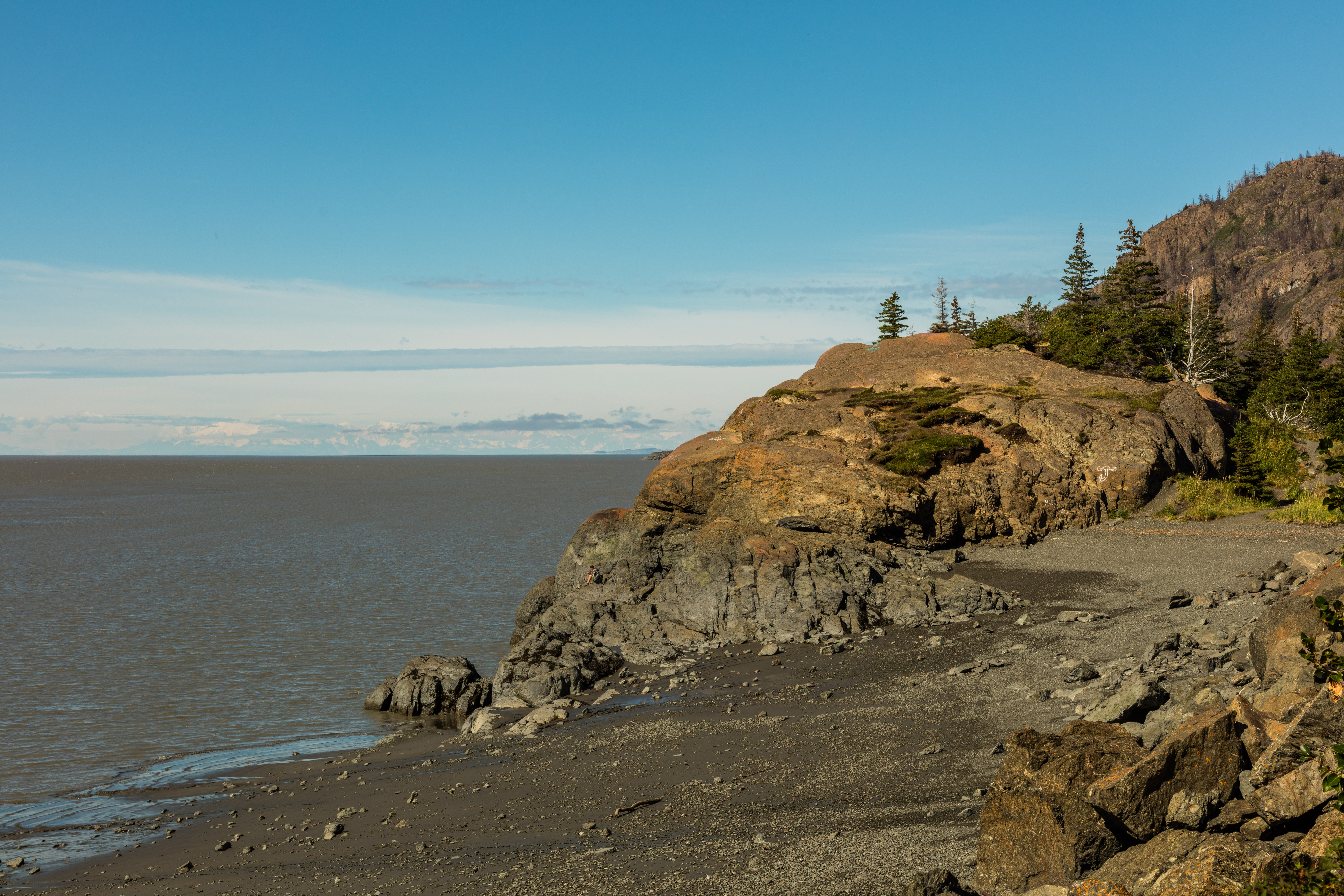
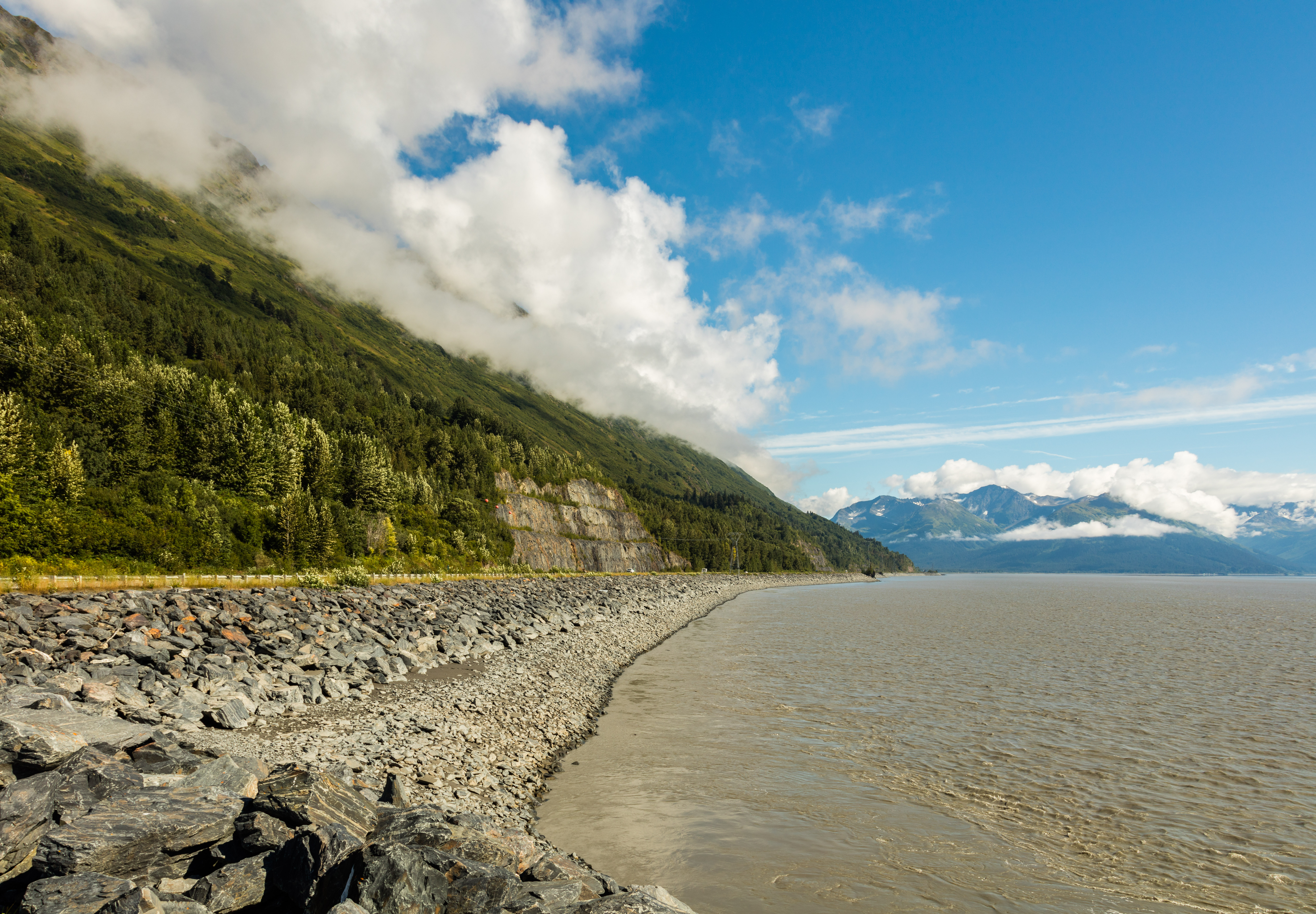
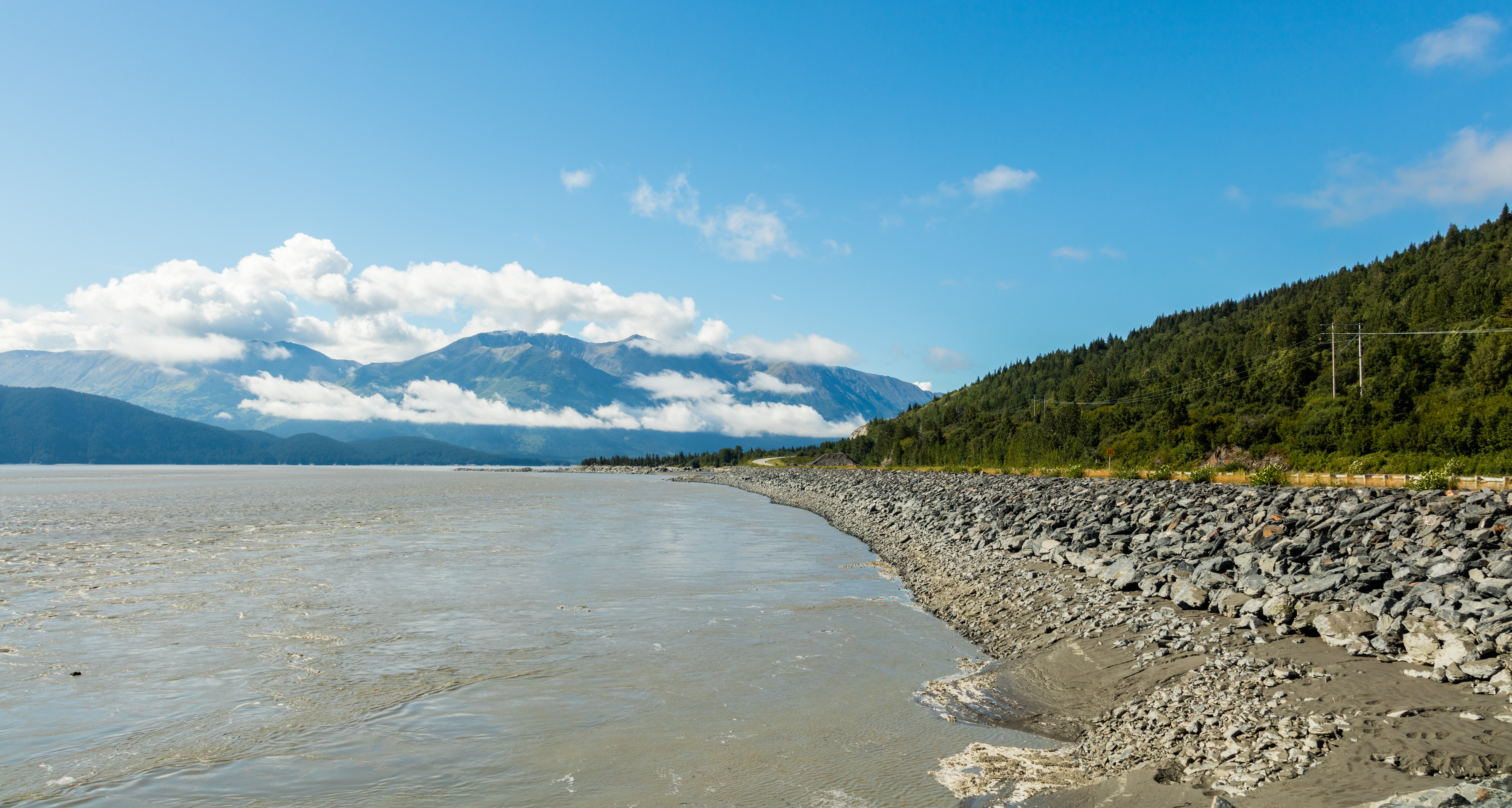